# Izabela Lubomirska
Izabela Lubomirska, född Elżbieta Izabela Czartoryska den 21 maj 1736 i Warszawa, död 25 november 1816 i Wien, var en polsk furstinna. Hon var en framstående mecenat och bok- och konstsamlare under rokokons tidevarv. Hon lät uppföra flera palats och anlägga parker. Hon var även politiskt aktiv. Då hon ofta, och i synnerhet vid porträttsittningar, bar ljusblå klänning, kom hon att kallas ”den himmelsblå furstinnan”. På grund av sitt utmärkta sätt och umgängesformer fick hon i Paris smeknamnet ”Madame l'Étiquette”.

## Biografi
Izabela Lubomirska var dotter till den polske magnaten August Aleksander Czartoryski (1697–1782) och dennes hustru Maria Zofia Czartoryska (1698–1771), född Sieniawska. Adam Kazimierz Czartoryski var Izabelas bror. Den 9 juni 1753 gifte hon sig med Stanisław Lubomirski, en högt uppsatt ämbetsman.
Vid faderns död 1782 ärvde Lubomirska familjens enorma förmögenhet. Senare samma år avled även hennes make och hon kom nu att ensam förvalta familjens besittningar. År 1785 blev hon indragen i den så kallade Dogrumowa-affären och lämnade Polen inom kort. Hon reste runt i Europa och besökte bland annat Genève, Neapel, Rom och London. Hon slog sig ned i Paris, där hon blev god vän med drottningen Marie-Antoinette. Under franska revolutionens tidevarv bodde Lubomirska i Schweiz. Senare bosatte hon sig i Wien, där hon dog 1816.

## Bilder
| - Izabela Lubomirska, porträtt utfört av Alexander Roslin från cirka 1767. - Izabela Lubomirska, porträtt utfört av Élisabeth Vigée Le Brun från 1793. |